# Џамије у Требињу
Џамије у Требињу су три џамије саграђене у периоду Османске царевине, које су прво страдале, у бурним историјским догађајима на простору Источне Херцеговине, а потом неке од њих и обновљене у истом стилу.
Историјски гледано града Требиња је од свог настанка пре рођења Христа одувек важио за културни и духовни центар на простору данашње Источне Херцеговине. Богато културно и верско наслеђе, бројни културни, верски и историјски споменици спајају се у јединственом амбијенту града Требиња – града културе. Тако су се међу многобројним културним споменици који својим необичним изгледом плене пажњу посетилаца Требиња нашле и џамије међу којима је Осман-пашина џамија једна од најлепших и најпознатија у Херцеговини, јер садржи за овај тип грађевине елементе медитеранске архитектуре.

## Историја
Требиње је у најстаријим временим било насељено Илирима, а у 7. веку п. н. е. и Грцима. Римљани су населили ооооооовој простор у III веку п. н. е. и по њима овај део данашње Херцеговине познат је под називом Травунија. 
Долазак Словена у Требиње сеже у 6. век. У раном словенском периоду се зна за више обласних господара који су владали подручјем. Након што је бугарски цар Симеон Велики збацио са власти Захарија Прибислављевића, владар Травуније Михајло Вишевић се окренуо савезу са краљем Хрватске Томиславом. После његове смрти Травунија је опет била део Чаславове Србије.
Године 1168, Травунију је преузео Стефан Немања. Под влашћу Немањића она ће остати све до краја династије. Касније је Требиње до доласка Турака било и у саставу босанске државе Твртка I, а након њега се смењују се многи обласни господари.
Владавина трајала је од 1466. па све до 1878, када их смјењују Аустроугари.
Османска војска заузела је Требиње 1466. године, а 1482. и читаву Херцеговину. Доласком Османлија мења се социјално-економски односи, што је повољно утицало на развој Требиња. На почетку османске владавине Требиње је било мање насеље које је касније, због пада Херцег Новог под Млечане, постало погранично утврђење. Након пада делова Херцеговачког санџака у млетачке руке у Моравском рату (1714—1718), Требиње се у првој половини 18. века након статуса села добија статус града.
Досељавањем муслимана из Бока которске, Имотске крајине, Вргорске крајине и Приморја, у Требиње оснивају се муслиманских махала и започиње изградња исламских верских објеката. Тако је Требиње стекло сва три услова да добије статус града, с полетка 18. века, када је Осман-паша Ресулбеговић подигао бедеме око града, који су оштитили нову тврђаву.
Најстарије и најмање трговачко насеље као предграђе Требиња почело је да се формира око Кастела. Економски живот града развијао се у чаршијама грађеним према локалној традицији. Махале су биле одвојене од чаршија заштићеним двориштима уз максимално поштовање приватности.
Досељеници који су се населили ван зидина тврђаве, основали су махалу у Хрупјелима Османовића махалу, названу по Осман-бегу Ресулбеговићу. У овој најстаријој махали у Требињу. касније је основане царска (Хунгарија) и пашина (Осман-пашина) махала. 
Досељеници из Рисна насељени унутар зидина тврђаве основали су Рисанску махалу (овај део града касније је назвиван Стари град и Кастел), а са њом и следеће махале: Ћатовића, Хаџихасановић, Хаџисмаиловић, Ландровић и Салаховић.
Развој града пратила је и изградња џамија: 
- Џамије у Полицима у 17. веку,
- Султан Ахмедове џамије  1719. године

- Џамије Осман-паше Ресулбеговића 1729. године

## Списак џамија

### Џамија у Полицима
Џамија у Полицима била је прва новоизграђена џамија у Требињу, а саграђена у другој половини 17. века. Иако постоји више дилаема око вакифа, ипак се сматра до је то био први вакиф Требиња Осман-паша Ресулбеговић. 
Џамију су саградили дубровачки мајстори у централном делу Требиња. Била је то мала зграда, грађена од притесаног камена, са кровом на четири воде преппокривеним каменим плочама. Имала је осмоугаону мунару, високу 12 м. 
Џамија у Полицима била је кратко време у употреби, јер су је ускоци из Далмације, под вођством Стојана Јанковића и Илије Смиљанића, запалили крајем 17. века. Након паљења џамија није обновљена.

### Султан Ахмедова џамија
Султан Ахмедова џамија, позната и под називом Царева, Хунгарија и Стара џамија (тур. Атик џамија), саграђена је у Старом граду (Кастелу), близу десне обале реке Требишњице по наређењу Ахмед-паша Ресулбеговић 1132. х.г., односно 1719. године, у част султана Ахмеда III (1703—1730), о чему сведочи уклесана година градње на шерефи мунаре.
Изградњом ове џамије османлије су хтеле да надокнаде рушење џамије у Полицама и недостатак џамије у којој би требињски муслимани вршили верске обреде. Хаџи Ибрахим Куртовић је 1847. године саградио чесму испред џамије и довео у њу воду из Требишњице.
Џамија није поседовала архитектонску вредност. Припада типу једнопросторне џамије са кровом на четири воде покривене шаторским кровом, са отвореним наткривеним софама и каменом мунаром. Првобитни облик задржала је до рата у Босни и Херцеговини 1992. године, када је срушена.
Реконструкција је изведена у првим деценијама 20. века према последњем познатом облику и димензијама џамије, од истог материјала и на исти начин градње, али је кров препокривен црепом. Званично је након рушења поново отворен за вреску службу 3. августа 2014. године.

### Џамија Осман-паше Ресулбеговића
Џамија Осман-паше Ресулбеговића, Пашина или Нова џамија, изграђена је 1726. године по наређењу Осман-паша Ресулбеговић у средишту Кастела у Старом граду, недалеко од главне (западне) капије градских бедема.
Након изградње џамије, Осман-паша је у Истанбулу оптужен да је у своје име у Требињу саградио лепшу џамију од Цареве и наредио да се његово име наведе у проповеди (худби). Да би сачувао углед Цареве џамије, султан Ахмед III издао је ферман којим се Осман-паша Ресулбеговић и његових девет синова осуђују на смрт. Спасио је синове од погубљења, док је он убијен у Истанбулу 1729. године.
Џамија је сазидана од притесаног камена. Кров џамије који је на четири воде препокривен је плочама у имитацији куполе под етернитом. Уз десни зид подигнута је камена мунара октогоналног облика, висока око 16 м.
Била је то једна од најлепших џамија у Херцеговини, која је по својим габаритима позната и као најпространија џамија у Херцеговини.
Џамија је у прошлости поправљана неколико пута. Последњи пут 1912. године, када је задржала свој облик све до оружаних сукоба у Босни и Херцеговини 1992. године, када је срушена. Након рата обновљена је и свечано отворена за вернике и верску службу 15. јула 2005. године. Реконструкција је изведена од истог материјала и на исти начин градње, према последњем познатом облику џамије из 1912. године, који је имала све до рушења.